# Catedral de la Asunción de la Santísima Virgen María (Tuam)
La Catedral de la Asunción de la Santísima Virgen María o simplemente Catedral de Tuam (en inglés: Cathedral of the Assumption of the Blessed Virgin Mary) es un templo católico de la arquidiócesis de Tuam en Irlanda. La jurisdicción geográfica de la Arquidiócesis incluye la mitad del condado de Galway, la mitad del condado de Mayo y parte del condado de Roscommon. Antes de la Reforma Inglesa, la catedral diocesana fue Santa María, que fue construida en el siglo XIV, en el emplazamiento de un edificio anterior. Tras el nombramiento de William Mullaly por la reina Isabel I de Inglaterra como arzobispo de Tuam para la iglesia establecida, el clero católico fue despojado de su primera catedral. Casi tres siglos habían de transcurrir antes de que una relajación de las leyes penales protestantes permitió la construcción de un reemplazo para el culto católico: el edificio actual.

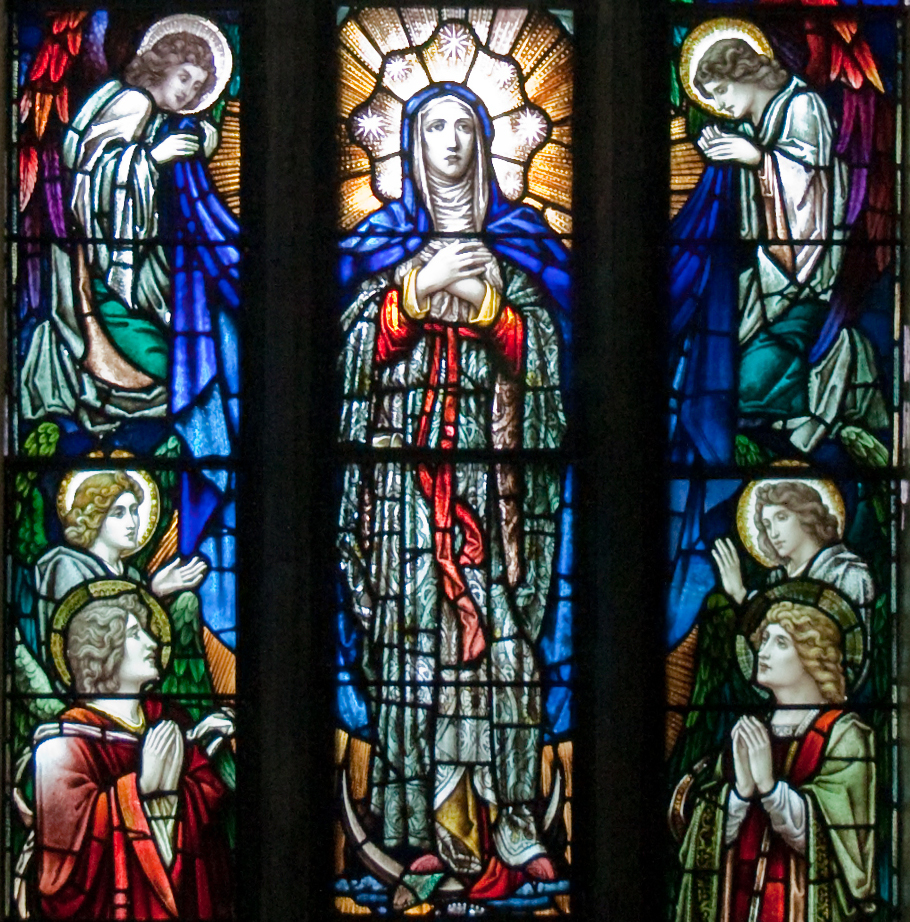
Vista de los vitrales